# Zuidewijck Spick

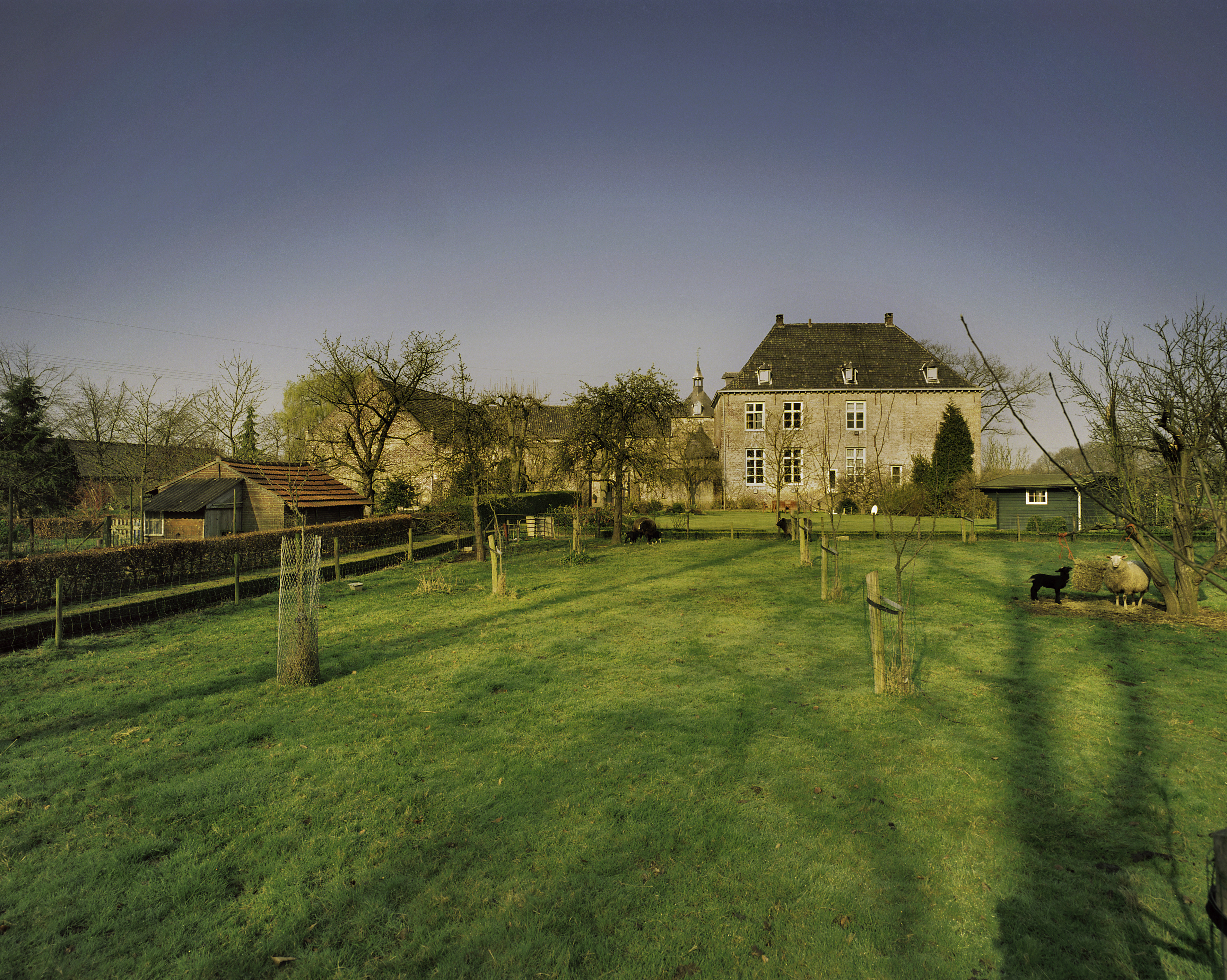
Kasteelboerderij Zuidewijck Spick

Zuidewijck Spick (ook: Zuidwijk Spick) is een kasteelboerderij gelegen aan Raaystraat 1-3 te Boukoul in de gemeente Roermond Nederlandse provincie Limburg.

## Geschiedenis
Het betreft oorspronkelijk een graanschuur (spieker) die reeds in 1463 werd vermeld. Het tegenwoordig bestaande huis is 17e-eeuws. Het betreft een omgracht gebied met neerhof, waarbinnen het huis nogmaals was omgracht. De buitengracht is nog intact. In 1725 kwam het goed in bezit van baron Heereman van Suydtwijck, die het huis verbouwde en tevens een huiskapel aanbracht. Het geheel is om een binnenplaats gegroepeerd. Uit de eerste helft van de 19e eeuw stammen een trap en twee zalen die voorzien zijn van muurschilderingen. Ook de huidige neerhof werd in opdracht van deze baron gebouwd. Deze neerhof werd in 1962 gerestaureerd.
In de kapel bevindt zich een barok altaar uit omstreeks 1725 met calvariegroep.
Tegenwoordig is het huis in gebruik als vakantiehuis.